# Горбатюк Микола Дмитрович
Горбатюк Микола Дмитрович — український політик, Голова Державної податкової адміністрація у Житомирській області 2005-2007 роки.

## З життєпису
Народився 21 червня 1948 року (село Орепи, Новоград-Волинський район, Житомирська область); українець; дочка Леся — завідувачка лабораторії; сини Любомир і Юрій — податківці.
Освіта: Рогачів-Волинський зоотехнічний технікум (1971); Білоцерківський сільськогосподарський інститут (1979), зооінженер; Рівненський міжнародний економіко-гуманітарний інститут (2001), економіст-фінансист.
Народний депутат України 2 скликань: з 04.1994 (2-й тур) до 04.1998 роки, Новоград-Волинський виборчий округ № 158, Житомирської області. Член Комітету з питань Чорнобильської катастрофи. Член фракції АПУ. На час виборів: голова сільсько-господарського підприємства «Мрія» Новоград-Волинського району.
- 03.1971-07.1973 роки — головний зоотехнік, 07.1973-04.1974 роки — секретар партійної організації колгоспу імені Чкалова Новоград-Волинського району.
- 04.1974-11.1979 роки — секретар партійної організації, заступник голови правління колгоспу імені Постишева Новоград-Волинського району.
- 11.1979-03.1985 роки — голова правління, колгосп імені Чкалова Новоград-Волинського району.
- 03.1985-12.1993 роки — голова правління колгоспу «Шлях Леніна» (колективне сільсько- господарське підприємство «Мрія») Новоград-Волинського району.
- 12.1993-05.1994 роки — заступник голови (на громадських засадах), Новоград-Волинська района рада народних депутатів.
- 07.1998-11.1999 роки — головний спеціаліст відділу контролю видатків на розвиток виробничої інфраструктури та наукові дослідження Департаменту контролю видатків на економічну діяльність держави, Рахункова палата ВР України.
- 11.1999-03.2000 роки — начальника відділу аналізу законодавчих ініціатив та роботи із зверненнями і запитами народних депутатів України Головного управління методології впровадження і супроводження нормативно-правових актів з питань оподаткування, 03.2000-10.2001 роки — начальник Управління супроводження законопроєктів та взаємодії з ВР України, начальник Управління з питань забезпечення роботи з органами державної влади, 10.2001-07.2005 роки — заступник начальника Управління з питань забезпечення роботи з органами державної влади, Державна податкова адміністрація України.
- 03.07.2005 року — в.о. голови, Державна податкова адміністрація у Житомирській області.

Державний радник податкової служби 2-го рангу.
Орден «За заслуги» III ст. (1997). Почесний працівник податкової служби (2003). Нагруд. знак «За честь і службу» (2005). Відмінник освіти. Бронзова медаль ВДНГ «За досягнуті успіхи у розвитку народного госодарства СРСР». Орден преподобного Нестора Літописця (УПЦ), Орден «Зв'ягеля» (за заслуги перед Новоград-Волинським). Почесна відзнака за заслуги перед Новоград-Волинським районом.

## Джерело
- Довідка [Архівовано 4 березня 2016 у Wayback Machine.]